# کورا هایپرمارکت
کورا هایپرمارکت (انگلیسی: Cora) شرکت خرده‌فروشی فرانسوی است، که در سال ۱۹۷۴ تأسیس شد.